# Quo
Quo är boogierockbandet Status Quos sjunde studioalbum, släppt i maj 1974 av skivbolaget Vertigo Records. Låten "Break the Rules" utgavs som singel innan albumet och nådde en åttondeplats på UK Singles Chart.
På albumet fortsätter gruppen på det spår med boogierock som de inlett med albumen Piledriver och Hello!, men med lite ovanliga intron för att vara Status Quo. Albumet avslutas med den nästan åtta minuter långa "Slow Train", som namnet till trots inte är en långsamt låt. Basisten Alan Lancaster är sångare på fler låtar på Quo än på några andra album av Status Quo.

## Låtlista
Sida ett
1. "Backwater" (Lancaster/Parfitt) - 4:21
  - Sång: Alan Lancaster
2. "Just Take Me" (Lancaster/Parfitt) - 3:39
  - Sång: Alan Lancaster
3. "Break the Rules" (Coghlan/Lancaster/Parfitt/Rossi/Young) - 3:40
  - Sång: Francis Rossi"
4. "Drifting Away" (Lancaster/Parfitt) - 5:05
  - Sång: Alan Lancaster

Sida två
1. "Don't Think It Matters" (Lancaster/Parfitt) - 4:55
  - Sång: Alan Lancaster
2. "Fine Fine Fine" (Rossi/Young) - 2:30
  - Sång: Francis Rossi
3. "Lonely Man" (Lancaster/Parfitt) - 5:00
  - Sång: Rick Parfitt
4. "Slow Train" (Rossi/Young) - 7:55
  - Sång: Francis Rossi

## Medverkande
- Francis Rossi - gitarr, sång
- Rick Parfitt - gitarr, piano, sång
- Alan Lancaster - bas, akustisk gitarr, sång
- John Coghlan - trummor
- Tom Parker - piano, keyboard
- Bob Young - munspel
- Samordnare - Bob Young
- Ljudtekniker - Damon Lyon-Shaw

## Listplaceringar
| Lista (1974)   | Topplacering        |
| -------------- | ------------------- |
| Danmark        | 13 (DR "Top 30")    |
| Finland        | 10                  |
| Norge          | 6 (VG-lista)        |
| Storbritannien | 2 (UK Albums Chart) |
| Sverige        | 8 (Kvällstoppen)    |
| Västtyskland   | 21                  |
| Österrike      | 10                  |